# 風の子守歌 〜あしたの君へ〜
「風の子守歌 〜あしたの君へ〜」（かぜのこもりうた あしたのきみへ）は、谷村新司と石井竜也の共作楽曲。2012年2月8日に、avex ioからCD発売された。
ドネーション・ソングとして印税は毎日希望奨学金に寄附され、東日本大震災遺児の学費支援に充てられる。

## 解説
2011年に発生した東日本大震災後、NHK BSプレミアム番組「ショータイム」出演者、谷村と石井は被災した人々を励ますことができるような歌を一緒に作ることを決意。谷村が作詞、石井が作曲。2人は、この歌を被災地への長期的な支援に供するため、ドネーション・ソング（募金歌）とし、作家印税およびアーティスト印税を「風の子守歌プロジェクト」として毎日希望奨学金に寄附を行った。同奨学金は義務教育を終えた震災遺児に学費として支給される。

## 収録曲
作詞：谷村新司／作曲：石井竜也／編曲：宮川彬良
1. 風の子守歌～あしたの君へ～　4:53
2. 風の子守歌～あしたの君へ～ （カラオケ with 石井竜也）　4:53
3. 風の子守歌～あしたの君へ～ （カラオケ with 谷村新司）　4:53
4. 風の子守歌～あしたの君へ～ （カラオケ）　4:50